# Сокорска гургулица
Сокорската гургулица (Zenaida graysoni) е вид птица от семейство Гълъбови (Columbidae). Видът е вече изчезнал от дивата природа.

## Разпространение и местообитание
Разпространен е в Мексико.